# Scaridium neglectum
Scaridium neglectum is een raderdiertjessoort uit de familie Scaridiidae. De wetenschappelijke naam van deze soort is voor het eerst geldig gepubliceerd in 1997 door Segers.